# 1006
| 1006               |
| ------------------ |
| Dødsfald - Fødsler |
|                    |

| Gregoriansk kalender | 1006 MVI                |
| Ab urbe condita      | 1759                    |
| Armensk kalender     | 455 ԹՎ ՆԾԵ              |
| Kinesiske kalender   | 3702 – 3703 乙巳 – 丙午 |
| Etiopisk kalender    | 998 – 999               |
| Jødisk kalender      | 4766 – 4767             |
| Hindukalendere       |                         |
| - Vikram Samvat      | 1061 – 1062             |
| - Shaka Samvat       | 928 – 929               |
| - Kali Yuga          | 4107 – 4108             |
| Iransk kalender      | 384 – 385               |
| Islamisk kalender    | 396 – 397               |

Konge i Danmark: Svend Tveskæg 986/87-1014
Se også 1006 (tal)

## Begivenheder
- Et stort udbrud af vulkanen Gunung Merapi dækker det centrale Java med aske, og et helt hindurige går tilsyneladende til grunde derved.